# Grevillea agrifolia
Grevillea agrifolia är en tvåhjärtbladig växtart. Grevillea agrifolia ingår i släktet Grevillea och familjen Proteaceae.

## Underarter
Arten delas in i följande underarter:
- G. a. agrifolia
- G. a. microcarpa